# Val di Fassa

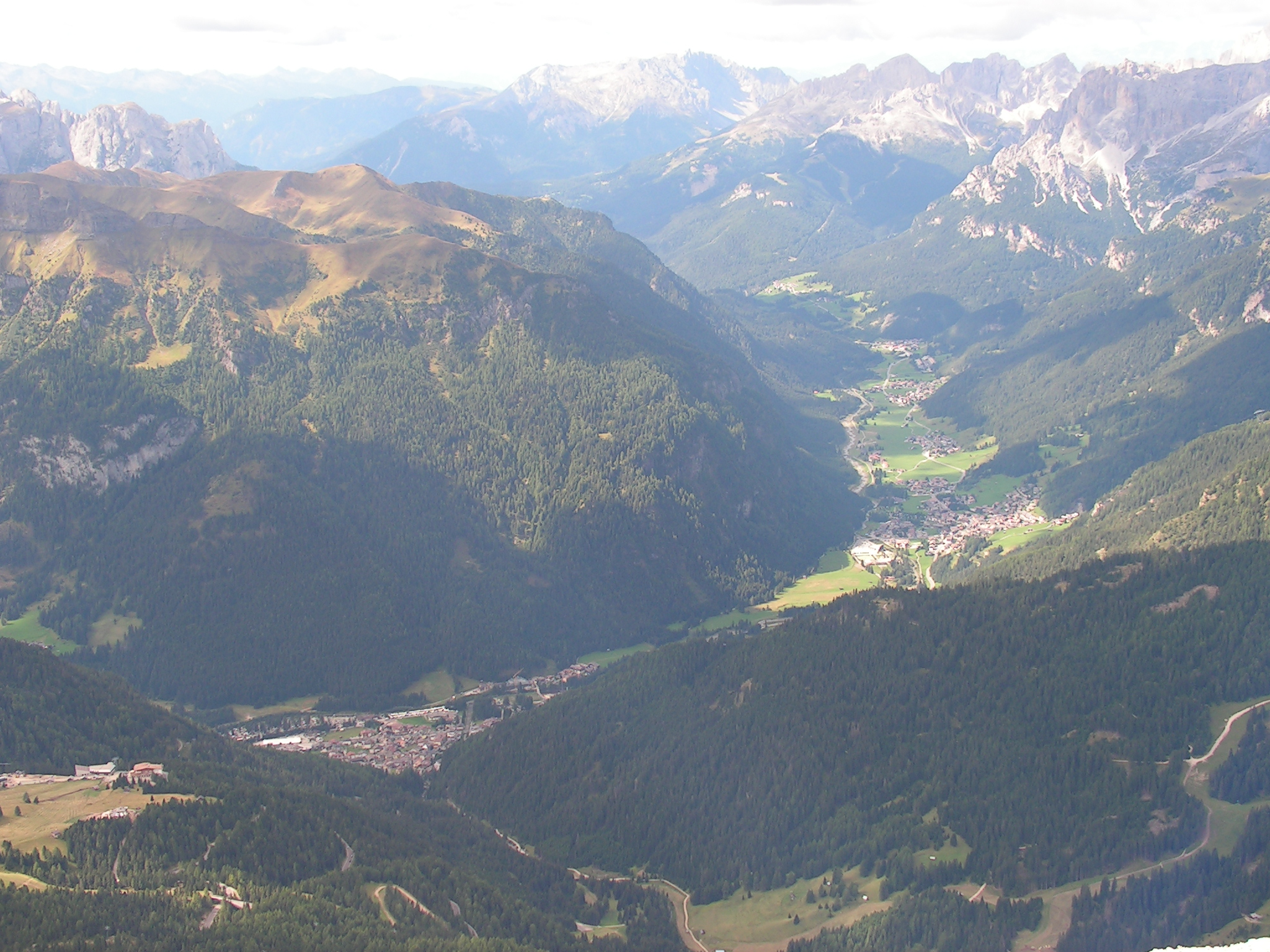
Widok na górną część doliny z płaskowyżu Sass Pordoi

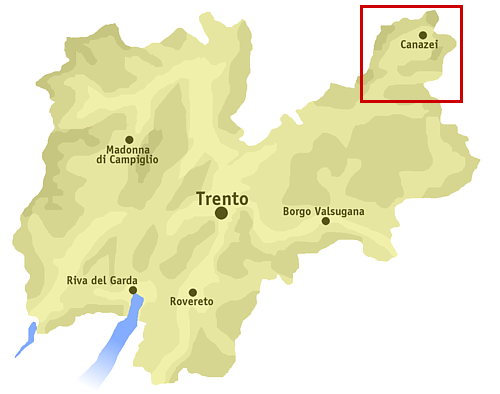
Położenie doliny na mapie prowincji Trydent

Val di Fassa (lad. Val de Fascia, niem. Fassatal) – dolina w północno-wschodnich Włoszech, w prowincji Trydent, w środkowej części Dolomitów. Mieści się w niej dziewięć ośrodków narciarskich.

## Położenie
Dolina jest położona na wysokości 1300–2950 m n.p.m., w samym centrum Dolomitów, w bliskim sąsiedztwie masywów górskich Sella i Marmolada. Otaczają ją szczyty masywów Rosengartengruppe, Langkofelgruppe, Gruppo del Sella i Gruppo delle Pale.

## Demografia
Obszar doliny liczy około 10 tysięcy osób, spośród których znaczna część to Ladynowie. Język tej mniejszości etnicznej posiada na terenie Val di Fassa status języka oficjalnego na równi z włoskim i jest nauczany w szkołach, a także używany na poziomie urzędowym. Ludność doliny zamieszkuje siedem znajdujących się na jej terenie następujących miejscowości i gmin:
- Canazei (1460 m n.p.m.)
- Campitello di Fassa (1448 m n.p.m.)
- Vigo di Fassa (1382 m n.p.m.)
- Soraga (1210 m n.p.m.)
- Pozza di Fassa (1320 m n.p.m.)
- Moena (1184 m n.p.m.)
- Mazzin (1395 m n.p.m.)

## Narciarstwo

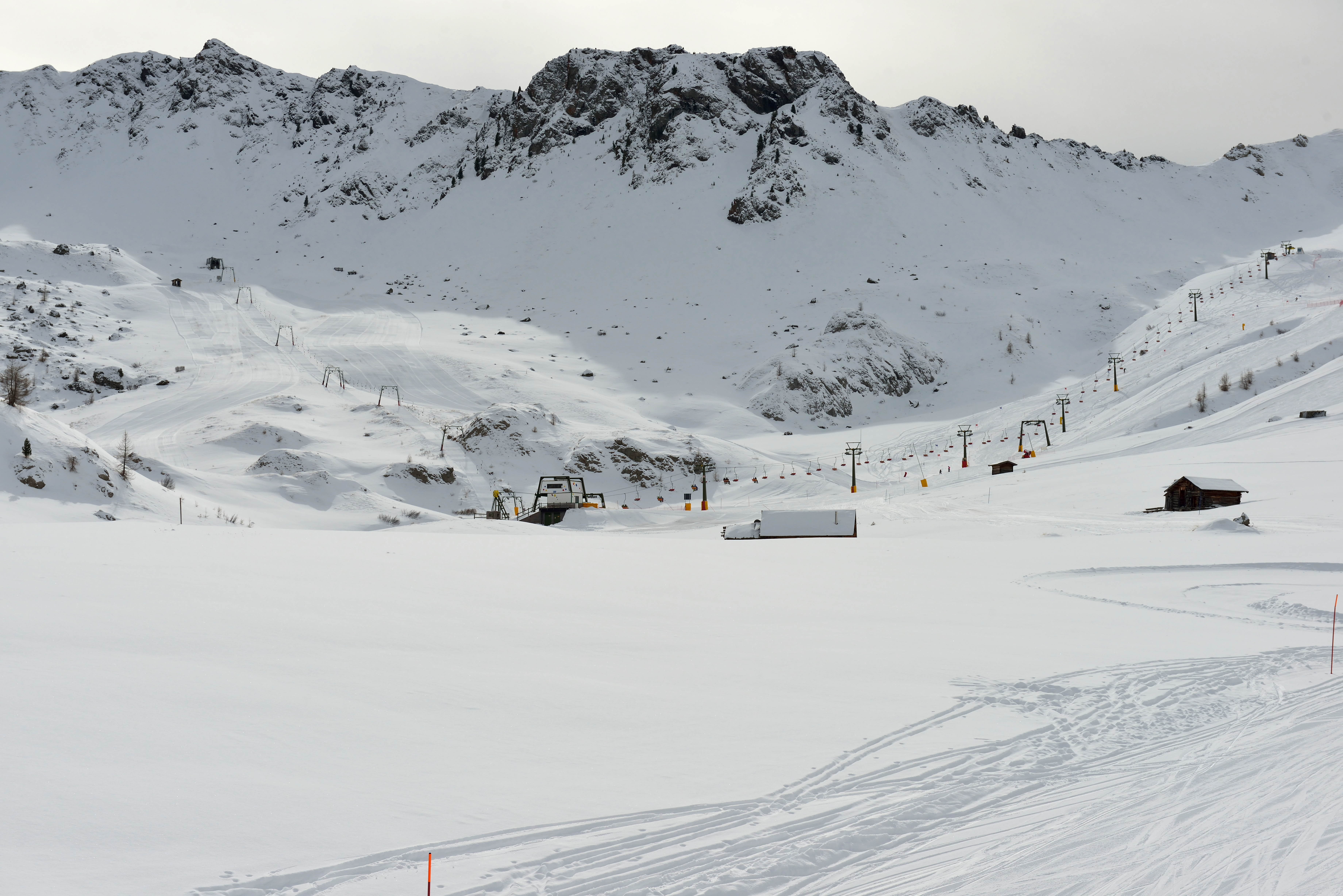
Widok na jedną z tras narciarskich w dolinie

W Val di Fassa mieści się dziewięć połączonych ze sobą ośrodków narciarskich posiadających w sumie 113 tras o łącznej długości 226 km i zróżnicowanym stopniu trudności. Trasy te, położone na wysokości od 1330 do 2630 m n.p.m. i obsługiwane przez ponad 86 różnego rodzaju wyciągów są częścią wielkiego kompleksu narciarskiego Dolomiti Superski, z którego można korzystać używając jednego skipassu. Ośrodki z doliny posiadają również infrastrukturę umożliwiającą uprawianie snowboardingu, narciarstwa dowolnego i biegów narciarskich (ponad 150 km tras).

## Turystyka i rekreacja
W dolinie znajdują się rezerwaty przyrody Lusia-Bocche i Sciliar-Catinaccio pozwalające poznać faunę i florę jej obszaru. Miejscowości w niej położone oferują przy tym szeroką ofertę noclegową i gastronomiczną z licznymi hotelami (zarówno kameralnymi, zarządzanymi rodzinnie, jak i dużymi, wyposażonymi w SPA i baseny), schroniskami, restauracjami, winiarniami i pubami.
Obszar Val di Fassa dysponuje również obiektami do uprawiania jazdy konnej, nordic walkingu, paralotniarstwa, wspinaczki górskiej i skalnej, a także golfa oraz tenisa

## Kultura i sport
W miejscowościach położonych w Val di Fassa jest organizowany popularny, mający długą tradycję festiwal karnawałowy Ladin Carnival. Organizowane są w nich ponadto coroczne festiwale wina oraz liczne warsztaty dla dzieci i dorosłych.
Na terenie doliny odbywają się różne wydarzenia sportowe takie jak mecze hokeja na lodzie, zawody Pucharu Świata w narciarstwie alpejskim oraz liczne zawody dla amatorów. W 2019 roku rozegrano w niej mistrzostwa świata juniorów w narciarstwie alpejskim.